# Corinne Hermès
Corinne Hermès es una cantante francesa nacida en Lagny-sur-Marne, el 16 de noviembre de 1961. Ganó el Festival de la Canción de Eurovisión 1983 por Luxemburgo con la canción "Si la vie est un cadeau", convirtiéndose en una de las últimas cantantes francófonas en hacerlo.

## Discografía

### Álbumes
- 1980. 36 front populaire (comedia musical).
- 1997. Ses plus grands succès.
- 2006. Vraie.
- 2008. Si la vie est cadeau - 25 ans.

### Singles
- 1979. La ville où je vis.
- 1983. Si la vie est cadeau.
- 1983. Vivre à deux.
- 1984. Michael.
- 1986. Ma liberté.
- 1989. Dessine-moi.
- 1990. S.O.S..
- 1991. Suffit d'y croire.
- 1993. L'amour est artiste.
- 2006. On vit comme on aime.
- 2006. S'il n'y avait pas les mots.

| Predecesor: Nicole | Ganadores del Festival de la Canción de Eurovisión 1983 | Sucesor: Herreys |

- Datos: Q234903